# رابینسون میل (کالیفرنیا)
رابینسون میل (به انگلیسی: Robinson Mill) یک منطقهٔ مسکونی در ایالات متحده آمریکا است که در شهرستان بیوت، کالیفرنیا واقع شده‌است. رابینسون میل ۳٫۴۱۱ کیلومتر مربع مساحت و ۸۰ نفر جمعیت دارد و ۸۰۹ متر بالاتر از سطح دریا واقع شده‌است.